# Campionati del mondo di ciclismo su pista 2016 - Scratch femminile
La gara di scratch femminile ai campionati del mondo di ciclismo su pista si è svolta il 3 marzo 2016.

## Podio
| Pos.    | Atleta           | Nazionalità   |
| ------- | ---------------- | ------------- |
| Oro     | Laura Trott      | Gran Bretagna |
| Argento | Kirsten Wild     | Paesi Bassi   |
| Bronzo  | Stephanie Roorda | Canada        |

## Risultati
40 giri (10 km)
| Posizione | Atleta                    | Nazione       | Gap in giri |
| --------- | ------------------------- | ------------- | ----------- |
| 1         | Laura Trott               | Gran Bretagna |             |
| 2         | Kirsten Wild              | Paesi Bassi   |             |
| 3         | Stephanie Roorda          | Canada        |             |
| 4         | Jolien D'Hoore            | Belgio        |             |
| 5         | Jarmila Machačová         | Rep. Ceca     |             |
| 6         | Evgenia Romanyuta         | Russia        |             |
| 7         | Arlenis Sierra            | Cuba          |             |
| 8         | Yang Qianyu               | Hong Kong     |             |
| 9         | Charlotte Becker          | Germania      |             |
| 10        | Marina Shmayankova        | Bielorussia   |             |
| 11        | Minami Uwano              | Giappone      |             |
| 12        | Lizbeth Salazar           | Messico       |             |
| 13        | Natalia Rutkowska         | Polonia       |             |
| 14        | Maria Giulia Confalonieri | Italia        |             |
| 15        | Pascale Jeuland           | Francia       |             |
| 16        | Leire Olaberria           | Spagna        |             |
| 17        | Kimberly Geist            | Stati Uniti   |             |
| 18        | Alžbeta Pavlendová        | Slovacchia    |             |
| 19        | Tetyana Klimchenko        | Ucraina       |             |
| 20        | Lydia Boylan              | Irlanda       | −1          |